# Pentacrinites
Pentacrinites is een geslacht van uitgestorven zeelelies die leefden tijdens het Jura (Hettangien tot Bathonien) van Azië, Europa, Noord-Amerika en Nieuw-Zeeland. Hun stengels hebben een vijfhoekige tot stervormige doorsnede en zijn de best bewaarde delen. Pentacrinieten worden algemeen gevonden in het Pentacrinites Bed uit het Vroeg-Jura van Lyme Regis, Dorset, Engeland. Pentacrinieten zijn te herkennen aan de uitsteeksels (of cirri) rondom de steel, die lang zijn, zich niet vertakken en verder naar beneden steeds langer worden, het zeer kleine kopje en de vijf lange, vrij vertakkende armen.

## Beschrijving
Net als de meeste stekelhuidigen was Pentacrinites opgebouwd uit talloze calcietplaten die in verschillende lichaamsdelen gerangschikt waren. Pentacrinites had drie soorten lichaamsdelen: armen, kop (kelk of theca) en steel. De steel bestond uit een opeenstapeling van talloze vijfkantige kralen (of zuilvormige platen) met een kanaal in het midden. De steel had flexibele aanhangsels (of cirri) die werden gebruikt om zich vast te hechten aan een individu. Deze cirri zelf waren verbonden met gespecialiseerde zuilvormige platen die ovale littekens achterlieten na het afbreken. De cirri bestonden uit ruitvormige platen met een centraal kanaal, dat verder van de stengel minder plat was. De komvormige kelk was erg klein en bestond uit twee banden van vijf platen. Dit waren de bases van de vijf armen. De bovenkant van de kelk was bedekt met talrijke kleine veelhoekige platen en de mond en anus bevonden zich op dit oppervlak.
De armen splitsten zich vaak, als boomtakken, zodat er aan het bovenste uiteinde in totaal meer dan vijftig takken konden zijn. De armen werden gevormd door stapels calcietplaten. De armen droegen veel dunne voedende takken (of pinnae, zoals een varenblad). Deze pinnae hadden buispootjes, die bedekt waren met slijm, in het water reikten en plankton vingen. Deze armen waren niet erg mobiel. De armplaten van de armen hebben een aanhechting, die een groef vormde die over de lengte van de arm naar de kelk liep. Dit diende om de voedseldeeltjes naar de mond te transporteren. De normale kelkdiameter bedroeg ongeveer 1,5 cm.

## Leefwijze
Deze dieren bewoonden open zeeën. Ze leefden aan de onderkant van ronddrijvende stukken hout.

## Verspreiding
Pentacrinites is uitgestorven en heeft geen directe levende nakomelingen achtergelaten. De overblijfselen zijn op veel verschillende locaties gevonden, wat erop wijst dat de soort overal in de wereldzeeën voorkwam. Vrij levende isocriniden bevolken echter nog steeds de zeeën, meestal op meer dan 150 meter diepte.
- P. doreckae - Vroeg-Jura (Hettangien en Sinemurien).
- P. fossilis - Vroeg-Jura (Sinemurien).
- P. dichotomus - Vroeg-Jura (Toarcien).
- P. dargniesi - Midden-Jura (Bajocien en Bathonien).